# 시프로플록사신
시프로플록사신(Ciprofloxacin)은 수많은 병균 감염을 치료하기 위해 사용되는 항생물질이다. 여기에는 뼈 및 관절염, 복강내 전염, 특정한 종류의 장염, 호흡기 감염, 피부 감염, 장티푸스, 요로감염증 등이 포함된다. 일부 감염에 대해 다른 항생물질에 추가적으로 사용되기도 한다. 구강으로, 안약으로, 정맥 주사로 복용할 수 있다.
일반적인 부작용에는 메스꺼움, 구토, 설사, 발진이 있다. 시프로플록사신은 건파열의 위험을 증가시킨다. 중증 근무력증 환자의 경우, 근육 약화 문제를 악화시킬 수 있다. 부작용의 비율은 세팔로스포린 등의 일부 항생물질 그룹보다 더 높지만 클린다마이신 등의 다른 물질들보다는 낮은 것으로 간주된다. 다른 짐승들에 대한 연구는 임신 중 사용과 관련하여 염려가 제기된다. 그러나 약물을 복용한 적은 수의 여성의 어린이들에게는 문제가 식별되지 않았다. 모유 수유 중에는 안전한 것으로 판단된다. 보통은 살균 효과가 있는 광범위활동 2세대 플루오로퀴놀론이다.
시프로플록사신은 1987년에 도입되었다. 의료제도에서 필수적인 가장 효과적이고 안전한 약물 목록인 WHO 필수 의약품 목록에 등재되어 있다. 제네릭 의약품으로 판매되고 있으며 그다지 비싸지 않다. 개발도상국의 도매가는 1도스(dose)에 US$0.03 ~ US$0.13 사이이다. 미국에서는 1도스 당 대략 US$0.40에 판매된다. 2016년 미국에서 700만 건 이상의 처방과 더불어 102번째로 많이 처방받은 약물이었다.